# Favour Ofili
Favour Chukwuka Ofili (* 31. Dezember 2002 in Port Harcourt) ist eine nigerianische Leichtathletin, die sich auf den Sprint spezialisiert hat.

## Sportliche Laufbahn
Erste internationale Erfahrungen sammelte Favour Ofili 2018 bei den Jugend-Afrikaspielen in Algier, bei denen sie im 400-Meter-Lauf in 53,57 s die Goldmedaille gewann. Damit qualifizierte sie sich für die Olympischen Jugendspiele in Buenos Aires, bei denen sie den zehnten Platz belegte. Im Jahr darauf siegte sie bei den Jugendafrikameisterschaften in Abidjan mit neuen Meisterschaftsrekorden von 23,38 s über 200 Meter sowie in 52,28 s über 400 Meter sowie auch mit der nigerianischen Sprintstaffel (1000 Meter) in 2:11,93 min. Anschließend schied sie bei den World Relays in Yokohama in der 4-mal-100-Meter-Staffel mit 45,07 s im Vorlauf aus, wie auch mit der 4-mal-400-Meter-Staffel in 3:32,10 min. Im August nahm sie erstmals an den Afrikaspielen in Rabat teil und gewann dort in 51,68 s die Silbermedaille über 400 Meter hinter der Botswanerin Galefele Moroko. Zudem siegte sie mit der nigerianischen 4-mal-400-Meter-Staffel in 3:30,32 min. Ende September gelangte sie bei den Weltmeisterschaften in Doha bis in das Halbfinale, in dem sie mit 52,58 s ausschied. Zudem ging sie auch mit der 4-mal-400-Meter-Staffel an den Start, erreichte mit 3:35,90 min aber nicht das Finale. 2021 zog sie in die Vereinigten Staaten und startete dort ein Studium an der Louisiana State University in Baton Rouge. Dort fokussiert sie sich auf den 200-Meter-Lauf und stellte in der Halle Ende Februar mit 22,75 s einen neuen Afrikarekord auf. Im August startete sie bei den Weltmeisterschaften in Nairobi und gewann dort in 22,23 s die Bronzemedaille über 200 Meter und stellte damit einen neuen nigerianischen U20-Rekord auf. Zudem sicherte sie sich in der 4-mal-100-Meter-Staffel in 43,90 s die Bronzemedaille und siegte in 3:31,46 min mit der 4-mal-400-Meter-Staffel.
2022 fokussierte sich Ofili in der Halle auf den 60-Meter-Lauf und steigerte dort ihre Bestleistung auf 7,17 s. Zudem lief sie im Februar in College Station 22,46 s über 200 Meter und verbesserte damit ihren eigenen Afrikarekord deutlich. In ihrem ersten Rennen über 100 Meter im Freien erfüllte sie mit 11,11 s die Qualifikationsnorm für die Weltmeisterschaften in Eugene und kurz darauf steigerte sie sich auf 11,00 s. In ihrem ersten Rennen der Saison über 200 Meter lief sie im April 21,96 s und verbesserte damit den nigerianischen Rekord von Blessing Okagbare aus dem Jahr 2018 und ist damit die zweitschnellste Afrikanerin aller Zeiten über diese Distanz. Am 30. April lief sie neue persönliche Bestleistung über 100 Meter in 10,93 Sekunden. Diese Zeit machte sie zur fünftschnellsten Afrikanerin aller Zeiten über diese Strecke (Stand Mai 2022). Im Juli erreichte sie bei den Weltmeisterschaften in Eugene das Halbfinale über 200 Meter und schied dort mit 22,30 s aus. Zudem gelangte sie mit der Staffel mit 42,22 s im Finale auf Rang vier. Anschließend gewann sie bei den Commonwealth Games in Birmingham in 22,51 s die Silbermedaille über 200 Meter hinter der Jamaikanerin Elaine Thompson-Herah und mit der Staffel siegte sie in 42,10 s gemeinsam mit Tobi Amusan, Rosemary Chukwuma und Nzubechi Grace Nwokocha und stellte damit einen neuen Afrikarekord auf. Diese Medaille wurde ihr nachträglich wegen eines Dopingverstoßes von Nwokocha wieder aberkannt. Im Jahr darauf verbesserte sie in der Halle ihren eigenen Afrikarekord über 200 Meter auf 22,11 s und steigerte sich über 60 Meter auf 7,14 s. Im August erreichte sie bei den Weltmeisterschaften in Budapest das Halbfinale über 200 Meter und schied dort mit 22,86 s aus. Zudem kam sie mit der Staffel im Vorlauf nicht ins Ziel. Bei den World Athletics Relays 2024 auf den Bahamas wurde sie in 42,71 s Erste im C-Lauf in der 2. Qualifikationsrunde über 4-mal 100 Meter für die Olympischen Spiele in Paris und sicherte damit Nigeria einen Startplatz. Im Juni erreichte sie bei den Afrikameisterschaften in Douala das Halbfinale über 100 Meter, ging dort aber nicht mehr an den Start. Im August 2024 sorgte sie für Aufsehen, da sie nicht über 100 Meter bei den Olympischen Sommerspielen starten konnte, obwohl sie die nötige Qualifikation erreicht hat. Der zuständige Verband, das Nigeria Olympic Committee, hatte es versäumt sie für die Spiele zu melden. Dennoch belegte sie über 200 Meter in 22,24 s im Finale den sechsten Platz und verpasste im Staffelbewerb mit 42,70 s den Finaleinzug.
2019 wurde Ofili nigerianische Meisterin im 200-Meter-Lauf sowie 2024 über 100 Meter. 2021 siegte sie in der 4-mal-100-, 4-mal-400- und der gemischten 4-mal-400-Meter-Staffel.

## Persönliche Bestleistungen
- 100 Meter: 10,93 s (+2,0 m/s), 30. April 2022 in Baton Rouge
  - 60 Meter (Halle): 7,14 s, 10. März 2023 in Albuquerque
- 200 Meter: 21,96 s (+1,3 m/s), 15. April 2022 in Gainesville (nigerianischer Rekord)
  - 200 Meter (Halle): 22,11 s, 10. März 2023 in Albuquerque (Afrikarekord)
- 300 Meter (Halle): 35,99 s, 4. Februar 2024 in Boston (afrikanische Bestleistung)
- 400 Meter: 51,49 s, 24. April 2021 in Baton Rouge